# Édouard Rencker
Pour les articles homonymes, voir Édouard Rencker (journaliste) et Rencker.
Marie-Antoine-Édouard Rencker (24 décembre 1827 à Colmar - 19 janvier 1888 à Belfort) est un homme politique français.

## Biographie
Fils de Frédéric Rencker, notaire royal à Colmar, et de Marie-Elisabeth Loyson, il exerça à Colmar la profession de notaire. Élu, le 8 février 1871, représentant du Haut-Rhin à l'Assemblée nationale, il se rendit à Bordeaux, vota contre les préliminaires de paix, et donna sa démission de représentant, comme ses collègues des départements annexés.
En 1877, il démissionna du conseil municipal de Colmar après avoir refusé les exigences de l'administration allemande.
Il fut un grand amateur d'art et compta parmi les membres fondateurs de la Société Schongauer, créateurs du musée Unterlinden, dont il fait partie du comité directeur de 1873 à 1880.
Il épousa Julie Schirmer, fille de Jean-Baptiste Schirmer, avocat au Conseil souverain d'Alsace et premier Président de la Cour impériale de Colmar, et arrière petite-fille de Jean-Michel Haussmann.